# Mifflin County
Mifflin County är ett administrativt område i delstaten Pennsylvania i USA. År 2010 hade countyt 46 682 invånare. Den administrativa huvudorten (county seat) är Lewistown. 

## Politik
Mifflin County tenderar att rösta på republikanerna i politiska val.
Republikanernas kandidat har vunnit rösterna i countyt i samtliga presidentval sedan valet 1888 utom vid fyra tillfällen: valen 1912, 1936, 1940 och 1964. I valet 2016 vann republikanernas kandidat Donald Trump med 75,3 procent av rösterna mot 20,7 för demokraternas kandidat (ca 55 procents marginal), vilket är den näst största segermarginalen i countyt för en kandidat genom alla tider, endast i valet 1928 var segermarginalen större.

## Geografi
Enligt United States Census Bureau har countyt en total area på 1 074 km². 1 067 km² av den arean är land och 7 km² är vatten.

### Angränsande countyn
- Centre County - nord
- Union County - nordost
- Snyder County - öst
- Juniata County - sydost
- Huntingdon County - väst